# Simulium rithrogenophila
Simulium rithrogenophila är en tvåvingeart som beskrevs av Konurbayev 1984. Simulium rithrogenophila ingår i släktet Simulium och familjen knott. Inga underarter finns listade i Catalogue of Life.